# 浅草村
浅草村（あさくさむら）は、かつて岐阜県安八郡に存在した村である。
現在の大垣市南部。浅草、浅中、浅西、横曽根などであり、水門川、牧田川、江西排水路に挟まれた地域である。

## 沿革
- 江戸時代末期、この地域は大垣藩領と尾張藩領であった。
- 1897年（明治30年）4月1日 - 安八郡浅草東村、浅草中村、浅草西村と養老郡横曽根村が合併し、浅草村となる。
- 1948年（昭和23年）6月1日 - 大垣市に編入される。

## 学校
- 安八郡学校組合立江東小学校（現・大垣市立江東小学校）
- 安八郡学校組合立江東中学校（後の大垣市立江東中学校 。大垣市合併後の1967年に大垣市立川並中学校と統合。現・大垣市立江並中学校）

## その他
- 旧・洲本村と旧・浅草村の地域を「江東」と呼ぶ。これは、江西排水路の東にあたる地域という意味である。